# Liste von Basketballvereinen in Algerien
Diese Liste ist eine Aufstellung von Basketballvereinen in Algerien. 
| Verein                   | Logo | Ort                | Nationale Meisterschaften | Sportstätte                       | Sonstiges und Webadresse | Belege        |
| ------------------------ | ---- | ------------------ | --- | --------------------------------- | ------------------------ | ------------- |
| MC Alger/GS Pétroliers   |      | Algier             | 1983, 1985, 1986, 1987, 1989, 2000, 2001, 2003, 2004, 2005, 2006, 2008, 2010, 2011, 2012, 2014, 2015, 2016, 2017, 2018, 2019 | Hacène Harcha Arena               | Mehrspartensportverein   | [ 1 ] [ 2 ]   |
| AS PTT Alger             |      | Algier             | 2009 |                                   |                          |               |
| OC Alger                 |      | Algier             | 1976, 1988, 1995, 1996 |                                   |                          |               |
| RAM Alger                |      | Algier             | 1968 |                                   |                          |               |
| USM Alger                |      | Algier             | 1966, 1967, 1969, 2023 | Salle Rais Hamidou                | Mehrspartensportverein   | [ 3 ]         |
| NA Hussein Dey           |      | Algier             | |                                   | Mehrspartensportverein   | [ 4 ]         |
| Darak El-Watani          |      |                    | 1970, 1972, 1973, 1974, 1975, 1977, 1978, 1979, 1980, 1981, 1982                                                             |                                   |                          |               |
| CSC Constantine          |      | Constantine        | 2013 |                                   | Mehrspartensportverein   | [ 5 ]         |
| US Sétif                 |      | Sétif              | | Salle 8 Mai 1945                  |                          | [ 6 ]         |
| NB Staoueli              |      | Staoueli           | 2007, 2022 |                                   |                          | [ 7 ]         |
| CSC Djasr Kasentina      |      | Djasr Kasentina    | |                                   |                          | [ 8 ]         |
| CRB Dar Beida            |      | Dar El Beida       | | Salle de Dar El Beïda             |                          | [ 9 ]         |
| Olympique Batna          |      | Batna              | | Stadium November 1st, 1954        |                          | [ 10 ]        |
| CR Beni Saf              |      | Béni Saf           | |                                   |                          | [ 11 ]        |
| WA Boufarik              |      | Boufarik           | 1990, 1991, 1992, 1993, 1994, 1997, 1998, 1999, 2002                                                                         | Moussa Charef Arena               | Mehrspartensportverein   | [ 12 ]        |
| USM Blida                |      | Blida              | |                                   |                          | [ 13 ]        |
| OS Bordj Bou Arréridj    |      | Bordj Bou Arréridj | |                                   |                          | [ 14 ]        |
| PS El Eulma              |      | El Eulma           | |                                   |                          | [ 15 ]        |
| ASS Oum El Bouaghi       |      | Oum El Bouaghi     | |                                   |                          | [ 16 ]        |
| ASM Oran                 |      | Oran               | 1963, 1964, 1965 |                                   | Mehrspartensportverein   |               |
| MC Oran                  |      | Oran               | 1984 | Palais des Sports Hamou Boutlélis | Mehrspartensportverein   |               |
| Ouled Chebel Basket Ball |      | Ouled Chebel       | |                                   |                          |               |
| CB Rouïba                |      | Rouïba             | |                                   |                          | [ 17 ] [ 18 ] |
| RC Kouba                 |      | Kouba              | 1971 |                                   | Mehrspartensportverein   |               |

Die Tabelle erhebt keinen Anspruch auf Vollständigkeit.